# Stone the Crows (album)
Stone the Crows je eponymní debutové album skotské blues rockové skupiny Stone the Crows. Bylo vydáno 1. ledna 1970.

## Seznam skladeb
| Strana 1 | Strana 1                      | Strana 1                | Strana 1 |
| Pořadí   | Název                         | Autor                   | Délka    |
| -------- | ----------------------------- | ----------------------- | -------- |
| 1.       | The Touch of Your Loving Hand | Jimmy Dewar, Les Harvey | 6:03     |
| 2.       | Raining in Your Heart         | Jimmy Dewar, Les Harvey | 5:08     |
| 3.       | Blind Man                     | Josh White, Jr.         | 5:11     |
| 4.       | The Fool on the Hill          | Lennon–McCartney        | 4:09     |

| Strana 2 | Strana 2      | Strana 2                                           | Strana 2 |
| Pořadí   | Název         | Autor                                              | Délka    |
| -------- | ------------- | -------------------------------------------------- | -------- |
| 1.       | I Saw America | Daevid Allen, Colin Allen, Les Harvey, Mark London | 17:20    |

## Obsazení
- Colin Allen – bicí, perkuse
- Maggie Bell – zpěv
- Jimmy Dewar – baskytara, zpěv
- Les Harvey – akustická a elektrická kytara
- John McGinnis – varhany, klavír, klávesy